# بورغن (مسلسل)
بورغن هو مسلسل دراما سياسية دنماركي من كتابة آدم برايس وإنتاج دي آر.تم إنتاج 3 أجزاء كل جزء يتكون من 10 حلقات، عرض الموسم الأول في خريف 2010 والثاني في خريف 2011  والثالث في 1 يناير 2013.
تم عرض المسلسل في معظم الدول الأوروبية كذلك في الولايات المتحدة، كندا، المكسيك، كوريا الجنوبية، اليابان، الهند، أستراليا ونيوزيلندا. في 29 أبريل 2020 أعلنت شبكة دي آر ونتفليكس عن إنتاج موسم رابع وسيعرض في 2022.